# Willem de Beer
Pour les articles homonymes, voir de Beer.
Willem de Beer (né le 14 mars 1988 à Pretoria) est un athlète sud-africain spécialiste du 400 mètres.

## Carrière
En 2011, le Sud-africain remporte la médaille d'argent du relais 4 × 400 mètres lors des Championnats du monde de Daegu aux côtés de Shane Victor, Ofentse Mogawane et L. J. van Zyl, dans le temps de 2 min 59 s 87, s'inclinant finalement face à l'équipe des États-unis.

## Palmarès
| Date | Compétition            | Lieu       | Résultat | Épreuve   |
| ---- | ---------------------- | ---------- | -------- | --------- |
| 2011 | Universiade            | Shenzhen   | 3e       | 4 × 400 m |
| 2011 | Championnats du monde  | Daegu      | 2e       | 4 × 400 m |
| 2012 | Championnats d'Afrique | Porto-Novo | 3e       | 400 m     |
| 2012 | Championnats d'Afrique | Porto-Novo | 2e       | 4 × 400 m |
| 2012 | Jeux olympiques        | Londres    | 7e       | 4 × 400 m |

### Records
| Épreuve | Performance | Lieu      | Date         |
| ------- | ----------- | --------- | ------------ |
| 400 m   | 45 s 68     | Germiston | 26 mars 2011 |